# Kontiomäki

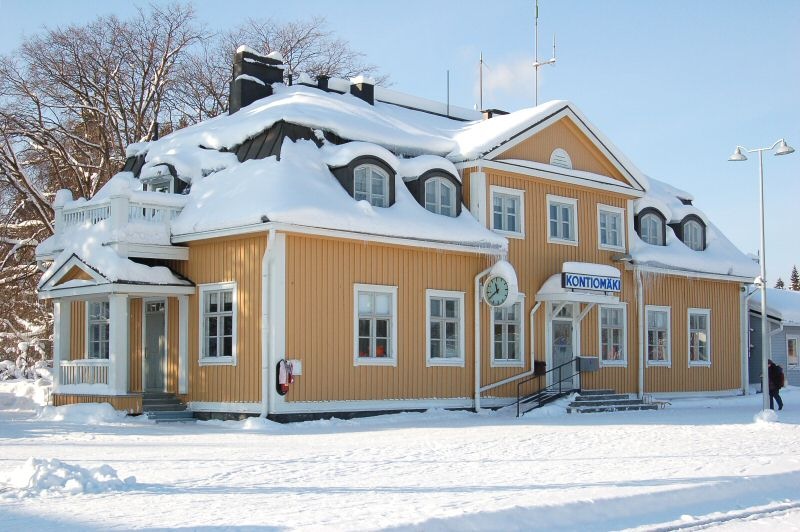
Der Bahnhof Kontiomäki im Winter 2006.

Kontiomäki ist eine Siedlung in der Gemeinde Paltamo in der finnischen Landschaft Kainuu mit 413 Einwohnern auf 1,87 Quadratkilometern Fläche (Stand Ende 2021).

## Lage
Kontiomäki befindet sich etwa 24 Kilometer nordöstlich der Stadt Kajaani, dem Zentrum der Landschaft Kainuu, am östlichen Ende des Oulujärvi. Die nächsten Orte sind Mieslahti der Gemeinde Paltamo 10 Kilometer im Nordwesten, Paakinmäki der Gemeinde Sotkamo 7 Kilometer im Südosten und Jormua der Stadt Kajaani 8 Kilometer im Südwesten.

## Geschichte
Kontiomäki wurde mit dem Bau der Eisenbahn zum Ende des 19. Jahrhunderts gegründet. Es war von Anbeginn ein reines Eisenbahndorf, noch in den 1970er-Jahren war die finnische Staatsbahn VR-Yhtymä praktisch der einzige Arbeitgeber im Ort. Noch heute arbeitet fast die gesamte Bevölkerung von und für die Eisenbahn.

## Verkehr

### Eisenbahn
Der Bahnhof von Kontiomäki liegt nordöstlich der Siedlung an einem wichtigen Streckenknoten im finnischen Bahnnetz. Hier kreuzen sich die Strecken von Iisalmi–Kontiomäki, Oulu–Kontiomäki, Joensuu–Kontiomäki, die Vartius-Bahn und die Ämmänsaari-Bahn.
Alle Personenzüge auf der Strecke Iisalmi–Oulu halten am Bahnhof Kontiomäki. Bis Mitte August 1993 fuhren auch Personenzüge von Joensuu nach Oulu durch Kontiomäki. Bereits 1981 wurde der Personenzugverkehr auf dem Streckenabschnitt Kontiomäki–Taivalkoski eingestellt.

### Straße
Kontiomäki liegt an der Staatsstraße 5 von Heinola nach Kuusamo und der Staatsstraße 22 von Oulu nach Kontiomäki sowie der Hauptstraße 89 von Paltamo nach Vartius an der Staatsgrenze zu Russland.